# 无定河镇
无定河镇，是中华人民共和国内蒙古自治区鄂尔多斯市乌审旗下辖的一个乡镇级行政单位。

## 行政区划
无定河镇下辖以下地区：
河园社区、毛布拉格村、堵嘎尔湾村、排子湾村、庙滩村、水清湾村、无定河村、宝日陶勒盖村、萨拉乌素村、王窑湾村、红进滩村、大石砭村、小石砭村、河南村和巴图湾村。